# Valleruela de Pedraza
Valleruela de Pedraza is een gemeente in de Spaanse provincie Segovia in de regio Castilië en León met een oppervlakte van 9,70 km². Valleruela de Pedraza telt 73 inwoners (1 januari 2016).

## Demografische ontwikkeling
Bron: INE, 1857-2011: volkstellingen
Opm.: In 1857 werd La Matilla een zelfstandige gemeente